# Hrádek nad Nisou
Hrádek nad Nisou är en stad i Tjeckien. Den ligger i den norra delen av landet, 90 km norr om huvudstaden Prag. Hrádek nad Nisou ligger 253 meter över havet och antalet invånare är 7 327.
Terrängen runt Hrádek nad Nisou är kuperad åt sydost, men åt nordväst är den platt.Runt Hrádek nad Nisou är det ganska tätbefolkat, med 144 invånare per kvadratkilometer. Närmaste större samhälle är Liberec, 17,6 km sydost om Hrádek nad Nisou. Omgivningarna runt Hrádek nad Nisou är en mosaik av jordbruksmark och naturlig växtlighet.